# Roland Schröter
Roland Schröter (* 16. Oktober 1927 in Lübeck; † 1990) war ein deutscher Politiker (SPD).

## Leben und Wirken
Roland Schröter war im Zweiten Weltkrieg bei der Kriegsmarine. Er wurde Lehrer für Deutsch am Arndt-Gymnasium Dahlem, später war er stellvertretender Direktor der Fritz-Karsen-Schule. Bei der Berliner Wahl 1967 wurde er zunächst in das Abgeordnetenhaus von Berlin gewählt, lehnte aber zwei Tage später das Mandat ab, da ihn die Bezirksverordnetenversammlung (BVV) im Bezirk Steglitz zum Bezirksstadtrat für Volksbildung wählte. Er blieb Bezirksstadtrat bis 1985.